# Ómar Ingi Magnússon
Ómar Ingi Magnússon (ur. 12 marca 1997 w Selfoss) – islandzki piłkarz ręczny, zawodnik niemieckiego klubu SC Magdeburg i reprezentacji Islandii. Z reguły gra na pozycji prawego rozgrywającego. Uczestnik Mistrzostw Świata w Piłce Ręcznej Mężczyzn 2017, Mistrzostw Europy w Piłce Ręcznej Mężczyzn 2018, oraz Euro 2022. Najlepszy strzelec ligi niemieckiej sezonu 2020/2021, król strzelców ME 2022. Sportowiec Roku 2021 w swoim kraju.